# Gudumadanahalli, Mysore
Gudumadanahalli là một làng thuộc tehsil Mysore, huyện Mysore, bang Karnataka, Ấn Độ.